# Mara-Daniela Calista
Mara-Daniela Calista (n. 9 octombrie 1988, București, România) este un deputat român, ales în 2016.